# 壺阪峠
壺阪峠（つぼさかとうげ）は、奈良県高市郡高取町にある峠。標高約359m。

## 概要

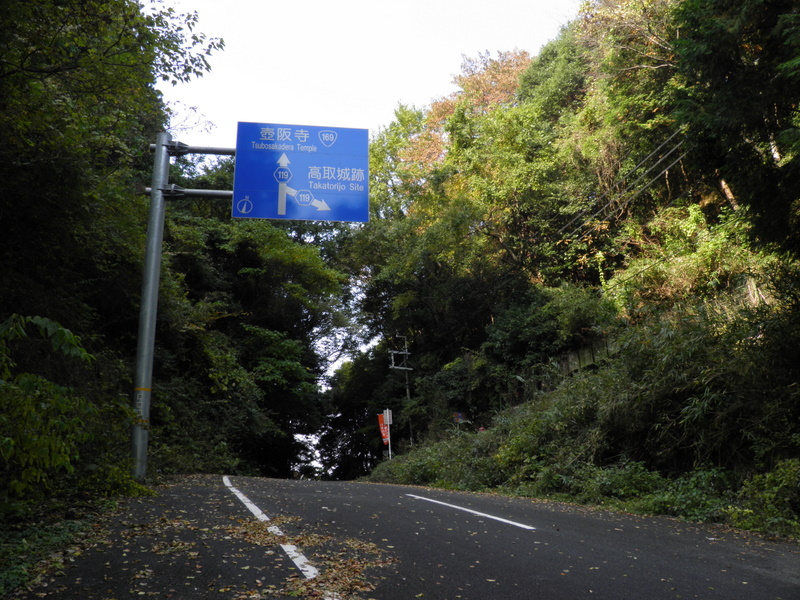
壺阪峠（南方より見る）。右へ登っていく道が、奈良県道119号線

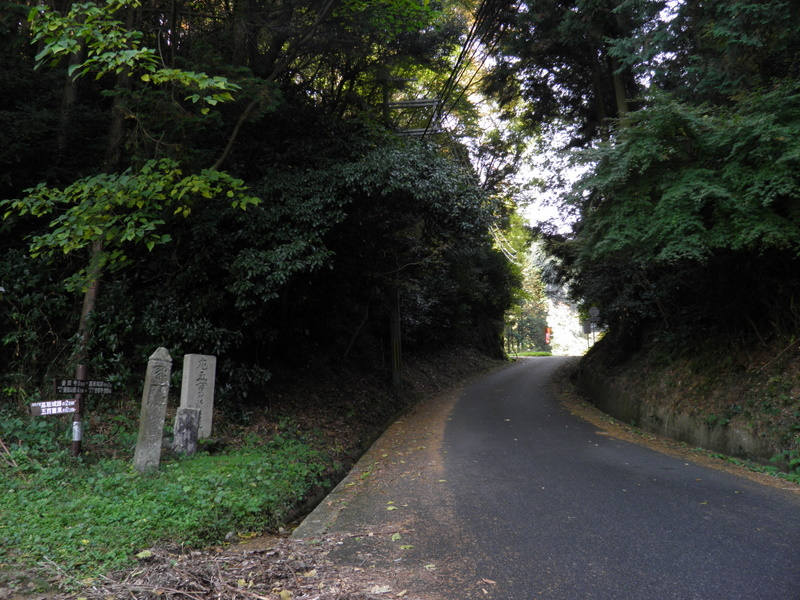
壺阪峠（北方より見る）。左に入ってゆく山道は高取城跡（2.8km）まで続いている。途中に五百羅漢岩（0.2km)がある

奈良盆地と吉野川（紀の川）との間に広がる竜門山地を越える峠の一つで、現在は奈良県道269号線（峠道全区間）および奈良県道119号線（北斜面、清水谷から壺阪峠まで県道269号線と重複。厳密には県道119号線は峠を下らずさらに高度を上げて高取城跡直下まで続いている）が通っている。
峠道は壷阪寺へのアクセス道でもあり、北側峠口、国道169号清水谷交差点から壷阪寺を経て、壺阪峠を越えた約700mまでは、急な坂とカーブが続くものの、一部区間を除き、おおむね2車線の道路となっている。しかし、壺阪峠から約700m南へ行くと、そこから約1.2kmほど、南側の峠口まで離合困難な沢沿いを走る狭路となる（特に峠南口付近は完全一車線）。なお、この区間の一部では夜間（20時から翌5時まで）車両通行止めとなっている。
現在は西隣を走る国道169号の芦原峠区間が4車線化されており、また壺阪峠南口付近まで2車線道の奈良県道222号線（県道222号は複数の道が指定されており、壺阪峠口までの道は1車線）が走っているため、高取町から大淀町とを行き来する道としては不適である。

## 歴史
古代において壺阪峠は都のあった飛鳥から、離宮のあった吉野川沿いへと通ずる最短の峠道の一つであり、峠北側の山腹には703年（大宝3年）創建と伝わる南法華寺（壷阪寺）があり、峠南側の峠口付近にある安産（あんさん）の滝の上には安佐寺（明治5年廃寺）があったとされる。さらに緩やかな夙峠を越えて東へ行くと吉野寺と称された比曽寺があり、古代の天皇や貴族らはこれらの寺院に参ってから吉野に入ったとされる（大淀古道）。
峠南側は古くは田口庄と呼ばれ、延久2年（1070年）の興福寺の土地台帳によれば、九町四段一二〇歩の田畑があったとされるが、現在は峠口付近に田口という小字が残るのみである。田口庄の範囲は今の大淀町越部奥越部、馬佐、比曽のあたりだったと推定される。
壺阪越えは「吉野参り」の主要街道として使われ続け、また明治23年（1890年）頃には軍用木材切り出しを目的とした林道（今の県道）が付けられるが、のちに芦原峠が3度に渡る改修工事の末にバスが通行できるようになると衰えはじめ、芦原トンネルが開通すると峠を越えて吉野へと入る道としては廃れて現在に至る。なお、林道が付けられる以前の旧道は今の県道の西側を尾根伝いに越えていたとされる。